# NHK週刊ニュース
『NHK週刊ニュース』（エヌエイチケイしゅうかんニュース）は、NHK総合テレビジョンと海外向けのNHKワールド・プレミアムで、1999年4月3日から2011年3月5日まで放送された総合報道番組である。
本項目では、『ハイビジョンNHK週刊ニュース』（2000年4月8日 - 11月25日）についても記載する。

## 概要
直近1週間のニュースを振り返るほか、特に関心の高い話題については掘り下げるコーナーを設ける。また、直前に大きなニュースが飛び込んだ場合は優先してフォローするほか、最新気象情報もある。
2000年4月8日から11月25日まではハイビジョン試験放送で本編を再構成した『ハイビジョンNHK週刊ニュース』（11:00 - 11:30）をスタジオを移動して放送
テレビジョン放送完全デジタル化に伴う一連の放送枠整理によって、2011年1月に始まり本番組に続けて放送された『ニュース 深読み』に吸収され『週刊ニュース深読み』へリニューアルすることとなり、12年に渡る歴史に幕を下ろすことになった。
関東地区における視聴率は、時間帯1位となることもあり、特に放送時間を8:15 - 8:45に繰り上げた晩年1年間は10%台を記録する回もあった。この流れは『週刊ニュース深読み』へのリニューアル後にも生かされる（ビデオリサーチ社調べ）。
月 - 金曜日に放送される『あさイチ』とは異なり放送終了後にキャスターが『連続テレビ小説』の感想を述べることは基本的にない。

## 主なコーナー
- 最新のニュース
- 1週間のニュース
- NEWS UP
- スポーツ
- 窓中継
- 気象情報
- 来週の主な予定

## 放送時間の変遷
| 期 間      | 期 間      | 放送時間（日本標準時）     |
| ---------- | ---------- | -------------------------- |
| 1999.04.03 | 2006.04.01 | 土曜日 8:30 - 9:15（45分） |
| 2006.04.08 | 2010.03.27 | 土曜日 8:30 - 9:00（30分） |
| 2010.04.03 | 2011.03.05 | 土曜日 8:15 - 8:45（30分） |

### 変更事例
- 国会議員選挙告示後から投票日前日までの期間にあたった場合は、広域放送圏（特に関東と関西）ではアナログ放送のエリアの関係で、政見放送に差し替えられることがあった。ただし、完全デジタル化前に番組は終了した。
- 2006年7月8日は、前番組（連続テレビ小説）『純情きらり』の放送順延に伴い、15分繰り下げて放送した。
- NHKワールドTVでは、2006年10月7日から英語放送強化による番組改編で9:10 - 9:40（JST）の時差放送に変更されたが、2008年3月29日を以って放送打ち切りとなった。
- NHKワールド・プレミアムはその後も総合テレビと同時放送された。2008年10月からはNHKワールド・プレミアムの一部ノンスクランブル放送開始によりその対象番組に加えられた。
- 2010 FIFAワールドカップ期間中（2010年6月19日、26日、7月3日及び10日）は、NHKワールド・プレミアムのみ10:05 - 10:35（JST）の時差放送となった。これは、放送権の都合によりワールドカップ関連の内容を流すことができないため、その部分をカットする編集作業を行う必要があったからである。『J-MELO』との時間枠交換であった。
- 当初2011年3月26日放送終了の予定だったが、3月11日に発生した東北地方太平洋沖地震（東日本大震災）に伴う報道特別番組と『週刊ニュース深読み』を繰り上げ放送したため3月5日が実質的な最終回となった。

## 出演者
| 期間     | 期間      | メインキャスター | メインキャスター | 気象情報 |
| 期間     | 期間      | 男性             | 女性             | 気象情報 |
| -------- | --------- | ---------------- | ---------------- | -------- |
| 1999.4.3 | 2000.3.25 | 川端義明         | 村上里和         | 渡辺博栄 |
| 2000.4.1 | 2001.3.31 | 川端義明         | 宮本愛子         | 村山貢司 |
| 2001.4.7 | 2003.3.29 | 川端義明         | 住吉美紀         | 村山貢司 |
| 2003.4.5 | 2003.5.31 | 川端義明         | 村上由利子       | 村山貢司 |
| 2003.6.7 | 2004.3.27 | 小見誠広         | 村上由利子       | 村山貢司 |
| 2004.4.3 | 2005.3.26 | 伊藤博英         | 村上由利子       | 村山貢司 |
| 2005.4.2 | 2006.4.1  | 伊藤博英         | 鹿島綾乃         | 村山貢司 |
| 2006.4.8 | 2007.3.31 | 畠山智之         | 山本美希         | 村山貢司 |
| 2007.4.7 | 2009.3.28 | 畠山智之         | 山本美希         | 南利幸   |
| 2009.4.4 | 2011.3.5  | 畠山智之         | 古野晶子         | 南利幸   |

## その他
- 2000年12月から2004年3月までは、BSハイビジョンでもサイマル放送された。
- NHKワールドTV、NHKワールド・プレミアムの海外向け国際放送では、毎年春と秋に発生する太陽雑音による受信障害の説明が発生時期前後に放送されるが、その受信障害のイメージ映像として、開始初年度の当番組の放送映像が、2007年秋の発生時期まで使われた。当然ながら日本国内向けの放送では流れないが、自然現象であるため予め断りを入れなければならない重要なお知らせである。受信障害のイメージ映像はその後、総合テレビの関東甲信越地方の気象情報の放送映像が使われ、現在[いつ?]はワールドTV、プレミアムとも『NHK NEWSLINE』の放送映像を使用する。
- 過去にもこの番組と同趣旨の企画として、日曜日（当初夜22時→その後午前中）に『ニュースウィークリー』という番組を放送したことがあった[6]。こちらは司会者はアナウンサー1名だけ（過去に加賀美幸子、名取将ら）で、その週の注目すべきニュースを映像とナレーションで振り返るシンプルなものであった。
- NTSC（日本国内向けアナログ放送、NHKワールド・プレミアム）では、開始以来長らく他のNHKニュース各番組と同様、16:9画像をサイドカットし4:3アップコンバートして放送した。2010年7月10日の放送からはアナログ放送、NHKワールド・プレミアムとも16:9レターボックス化された。